# Protohermes griseus
Protohermes griseus är en insektsart som beskrevs av Hermann Stitz 1914. Protohermes griseus ingår i släktet Protohermes och familjen Corydalidae. Inga underarter finns listade i Catalogue of Life.